# Simone Forti
Simone Forti és una artista, ballarina,coreògrafa i escriptora italo-nord-americana. Als 21 anys i després d'estudiar Psicologia i Sociologia s'interessa per la dansa i s'uneix a les classes/ grup de l'Ann Halprin que ja trencava amb patrons moderns i treballava des de la improvisació. Simone s'interesa pels moviments primaris i més orgànics com els dels nadons o els dels animals. No formá Judson Dance Theater de Nova York. Forti utilitza el moviment i les paraules i principis bàsics de moviment com el pes, l'impuls, l'energia, la resistència, articulació del cos, l'economia de moviment.